# Municipio de Scott (condado de Kosciusko)
El municipio de Scott (en inglés: Scott Township) es un municipio ubicado en el condado de Kosciusko en el estado estadounidense de Indiana. En el año 2010 tenía una población de 1696 habitantes y una densidad poblacional de 28 personas por km².

## Geografía
El municipio de Scott se encuentra ubicado en las coordenadas 41°23′12″N 86°0′37″O / 41.38667, -86.01028. Según la Oficina del Censo de los Estados Unidos, el municipio tiene una superficie total de 60.58 km², de la cual 60,48 km² corresponden a tierra firme y (0,17 %) 0,1 km² es agua.

## Demografía
Según el censo de 2010, había 1696 personas residiendo en el municipio de Scott. La densidad de población era de 28 hab./km². De los 1696 habitantes, el municipio de Scott estaba compuesto por el 99 % blancos, el 0,12 % eran afroamericanos, el 0,29 % eran amerindios, el 0,47 % eran de otras razas y el 0,12 % eran de una mezcla de razas. Del total de la población el 1,65 % eran hispanos o latinos de cualquier raza.